# 여의나루역
여의나루역(Yeouinaru Station, 汝矣나루驛)은 대한민국 서울특별시 영등포구 여의동에 있는 수도권 전철 5호선의 전철역이다.

## 역사
- 1996년 12월 30일(월요일) : 서울 지하철 5호선 여의도역~왕십리역 구간 연장 개통과 함께 영업 개시

## 역명 유래
역명은 여의나루터의 옛날 명칭에서 유래하였다. 개통 전에는 역명이 밤섬역(밤섬驛)으로 지정되어 있었다.

## 개요
이 역부터 마포역까지는 한강 하저 터널로 연결되어 있다.

## 역 구조
역사는 지하 5층 규모로 지표에서 47m 정도와 해발고도 -27.55m 정도의 깊이에 있는 대한민국에서 해발고도가 가장 낮은 역인데 이는 한강 하저 터널 진입을 위해서 어쩔 수 없이 깊어진 것이다. 이 깊이 때문에 입구부터 5차례의 계단과 에스컬레이터를 거쳐야 승강장에 이른다. 이 역은 도로 폭이 넓은데도 불구하고, 1면 2선의 섬식 승강장을 갖추고 있는데 이는 5호선 건설 당시 기술로는 한강 하저 터널을 광폭형으로 만들 수 없어 상·하행 터널을 각각 따로 만들어서 두 터널이 합류하는 형태로 건설하였기 때문이다. 출입구는 4개다.

### 승강장
1면 2선의 섬식 승강장을 갖춘 지하역이며, 완전밀폐형 스크린도어가 설치되어 있다.
| 여의도 ↑ |
| 하 상 \| |
| ↓ 마포   |

| 상행 | ● 수도권 전철 5호선 | 여의도·까치산·김포공항·방화 방면 |
| 하행 | ● 수도권 전철 5호선 | 공덕·광화문·하남검단산·마천 방면 |

## 역 주변
- 국회의사당 방면
- KBS 방면
- LG트윈타워
- 여의도공원
- 한국전력 남서울본부
- 여의도순복음교회
- 현대백화점 더 현대 서울/파크원타워
- 마포대교
- 여의도한강공원
- 요트마리나 방면
- 한강버스 여의도선착장
- 원효대교 방면
- 우리꽃동산
- 여의도한강공원 안내센터
- 63빌딩
- 가톨릭대학교 여의도성모병원
- 여의도중학교
- 여의도고등학교
- 여의도여자고등학교
- 서울여의도초등학교
- 한강유람선 여의도선착장(이랜드크루즈)

## 특이 사항
여의도 불꽃축제로 인해 승객이 폭주할 경우 안전을 위해 승객을 승·하차시키지 않고, 급행열차처럼 무정차 통과한다.

## 이용객 변동
| 노선  | 노선    | 일평균 인원수 (명/일) | 일평균 인원수 (명/일) | 일평균 인원수 (명/일) | 일평균 인원수 (명/일) | 일평균 인원수 (명/일) | 일평균 인원수 (명/일) | 일평균 인원수 (명/일) | 일평균 인원수 (명/일) | 일평균 인원수 (명/일) | 일평균 인원수 (명/일) | 각주  |
| 노선  | 노선    | 2000년                | 2001년                | 2002년                | 2003년                | 2004년                | 2005년                | 2006년                | 2007년                | 2008년                | 2009년                | 각주  |
| ----- | ------- | --------------------- | --------------------- | --------------------- | --------------------- | --------------------- | --------------------- | --------------------- | --------------------- | --------------------- | --------------------- | ----- |
| 5호선 | 승차    | 12,889                | 13,176                | 13,348                | 13,329                | 13,005                | 11,702                | 11,116                | 11,377                | 11,285                | 10,047                | [ 2 ] |
| 5호선 | 하차    | 14,429                | 14,365                | 14,718                | 14,376                | 13,658                | 13,340                | 12,441                | 12,907                | 12,739                | 11,476                | [ 2 ] |
| 5호선 | 승·하차 | 27,318                | 27,540                | 28,066                | 27,704                | 26,663                | 25,042                | 23,557                | 24,284                | 24,024                | 21,523                | [ 2 ] |
| 노선  | 노선    | 2010년                | 2011년                | 2012년                | 2013년                | 2014년                | 2015년                | 2016년                | 2017년                | 2018년                |                       | [ 2 ] |
| 5호선 | 승차    | 9,768                 | 9,654                 | 9,823                 | 10,089                | 10,462                | 10,289                | 11,574                | 11,688                | 11,577                |                       | [ 2 ] |
| 5호선 | 하차    | 10,883                | 10,689                | 10,930                | 11,247                | 11,442                | 11,326                | 12,599                | 12,522                | 12,253                |                       | [ 2 ] |
| 5호선 | 승·하차 | 20,652                | 20,343                | 20,753                | 21,336                | 21,906                | 21,615                | 24,173                | 24,120                | 23,830                |                       | [ 2 ] |

## 사진

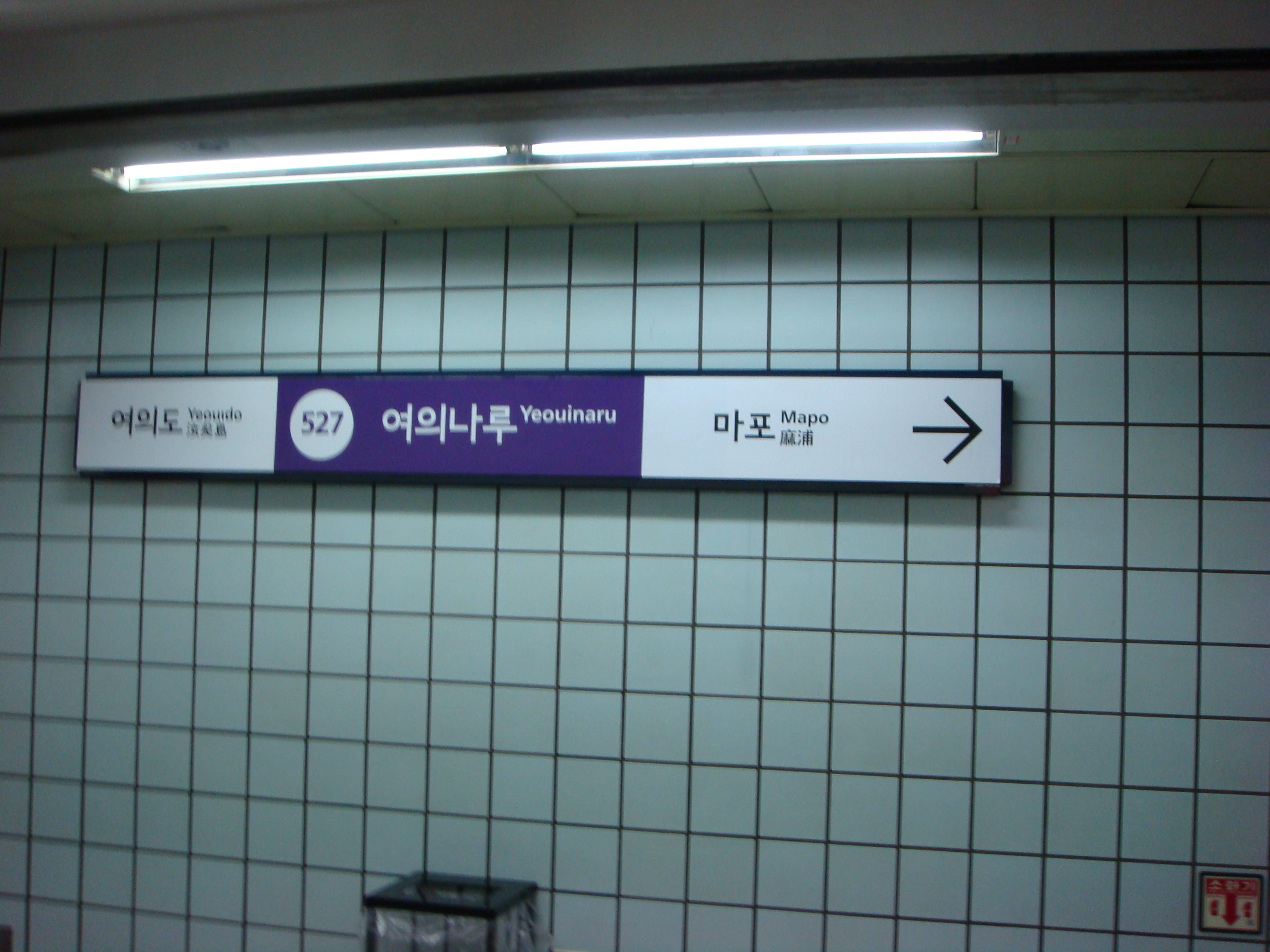
하남검단산·마천 방향 역명판(가로형)
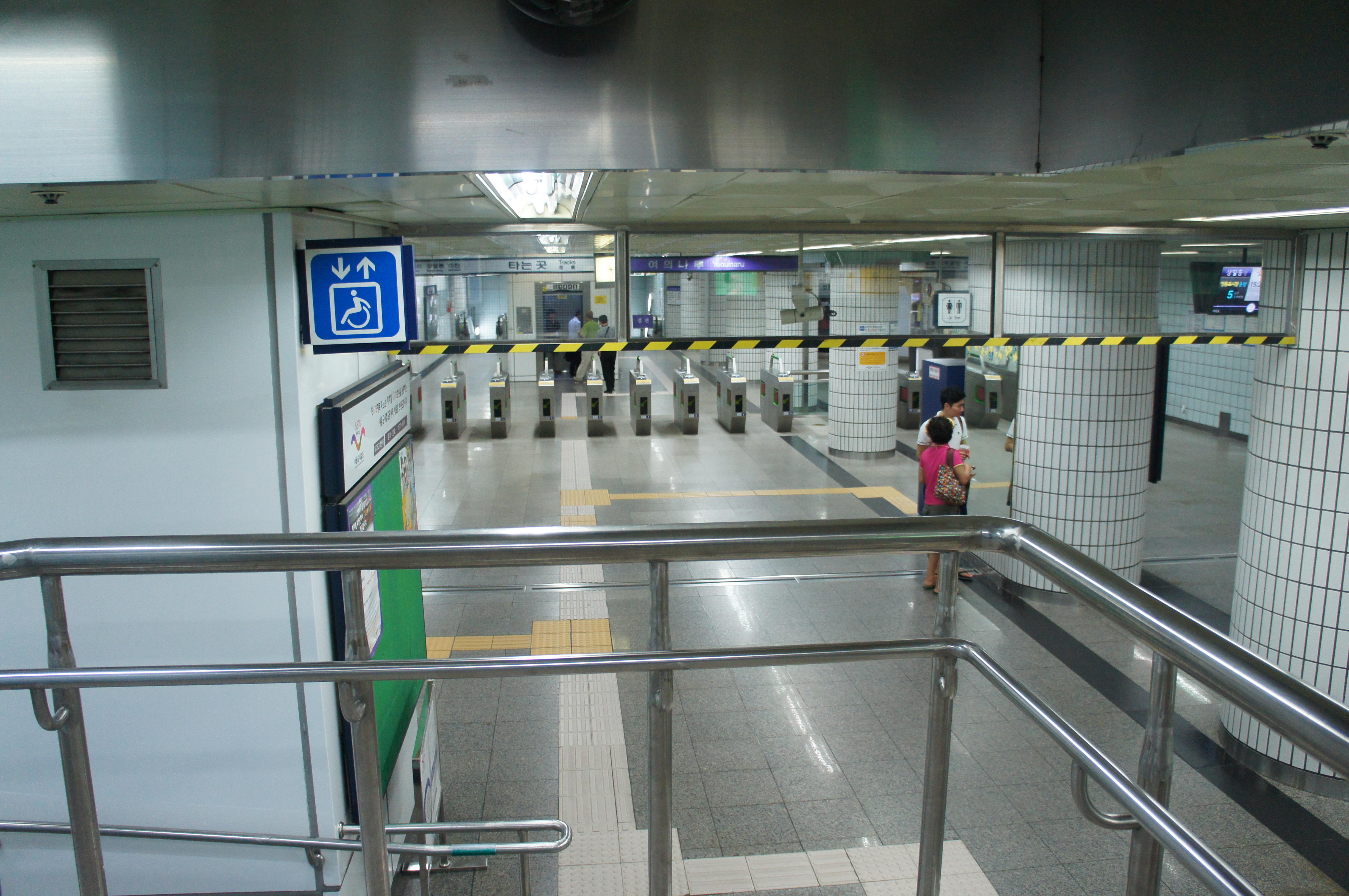
대합실
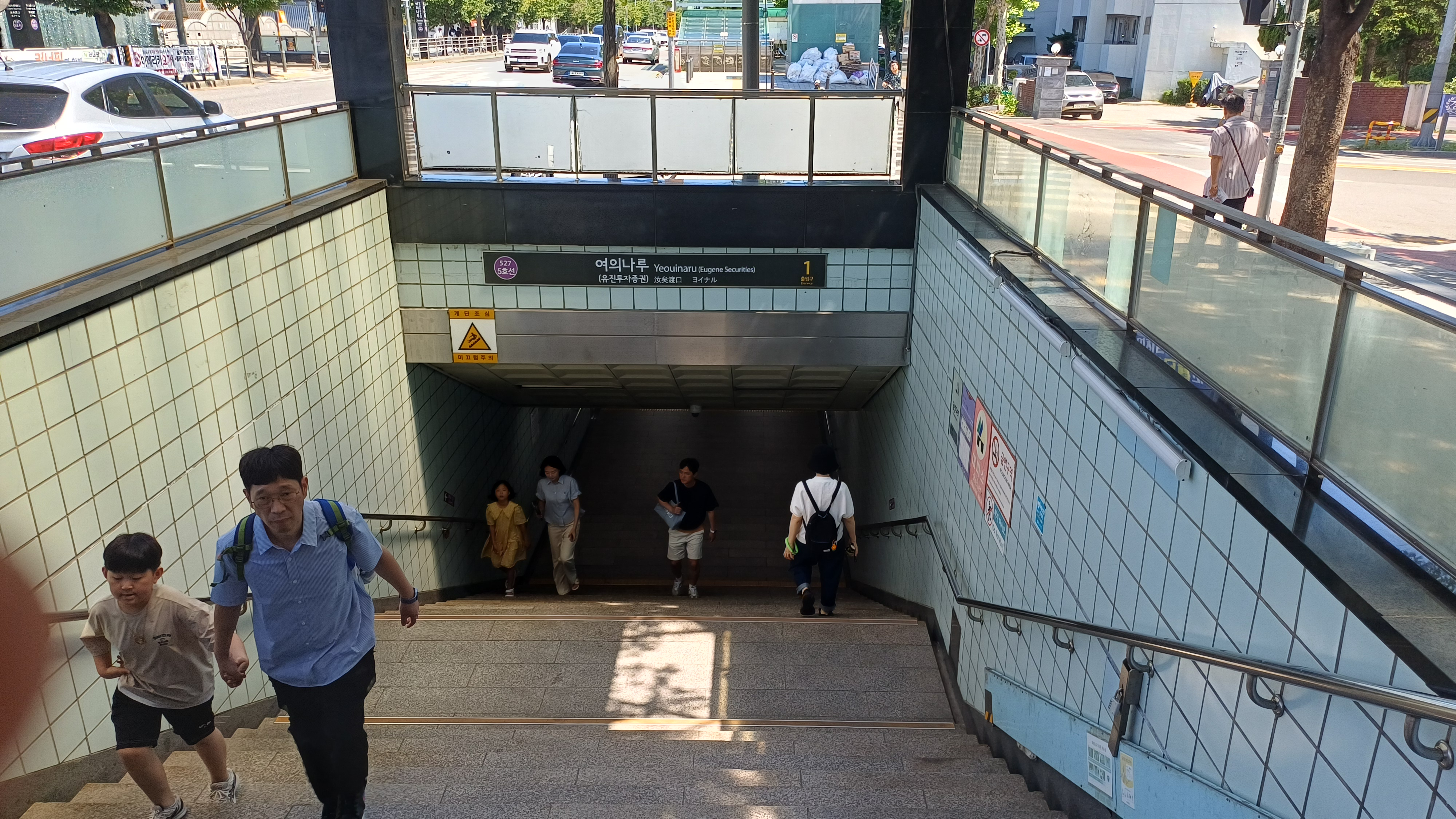
1번 출입구
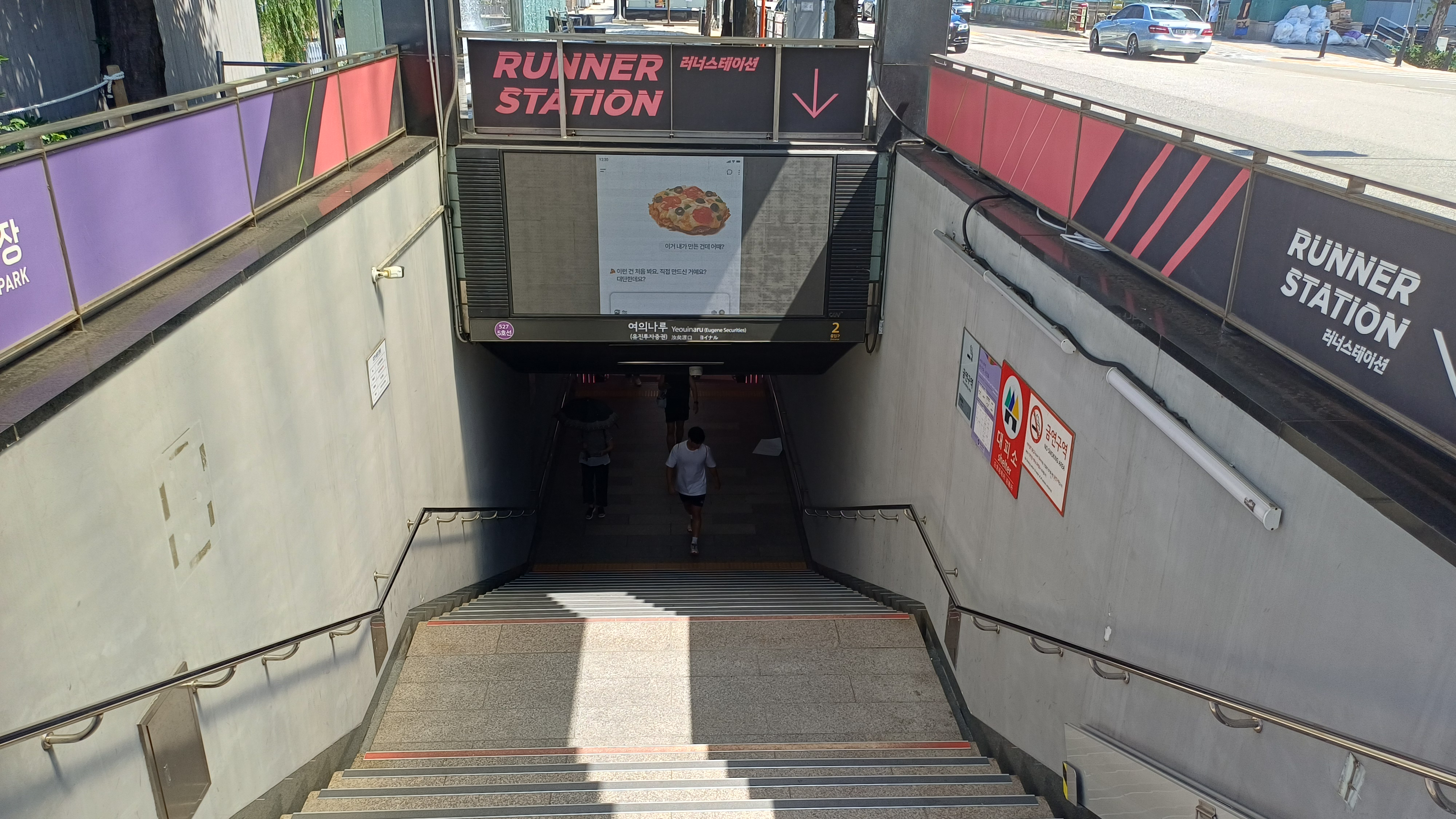
2번 출입구
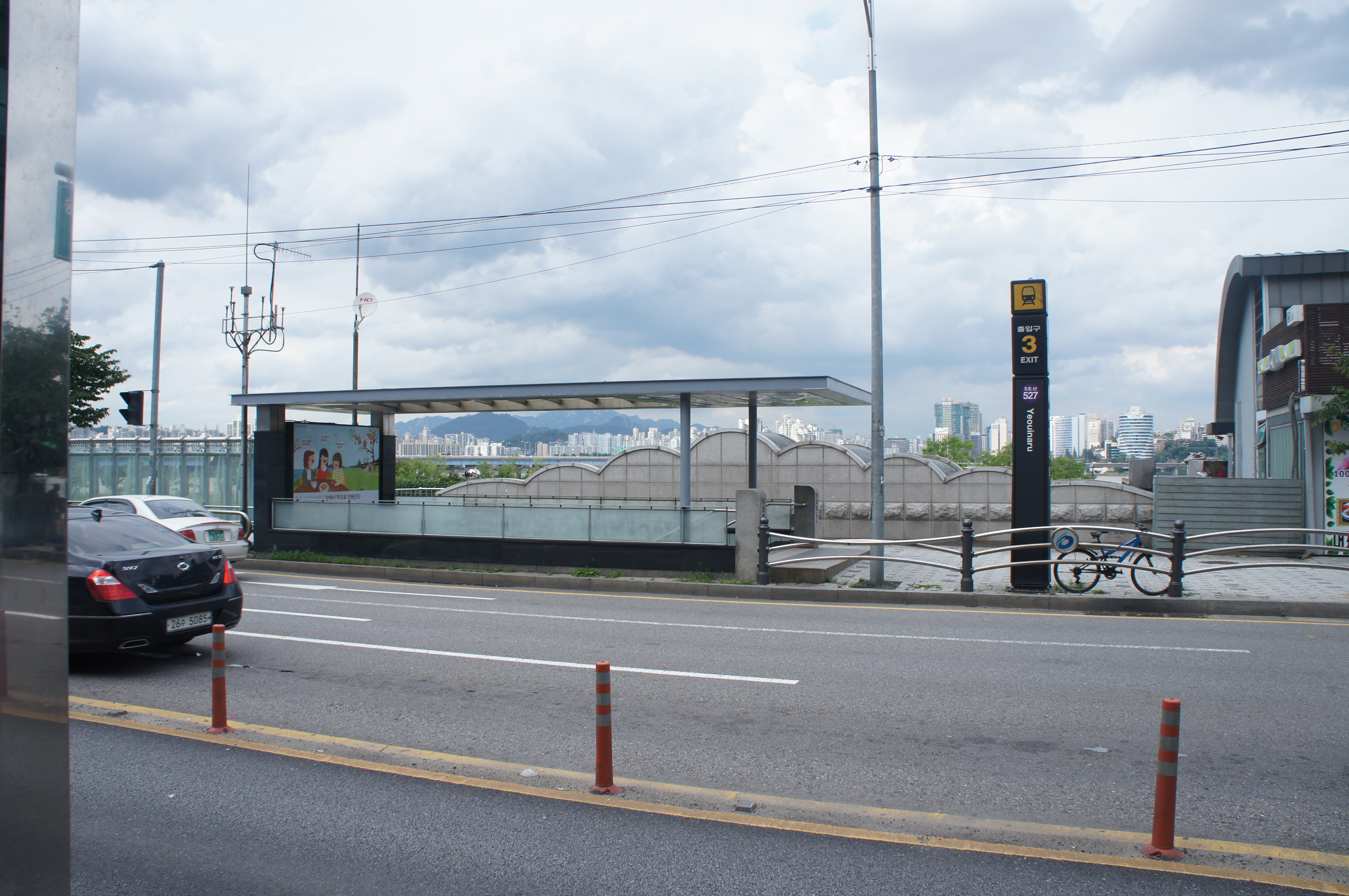
3번 출입구
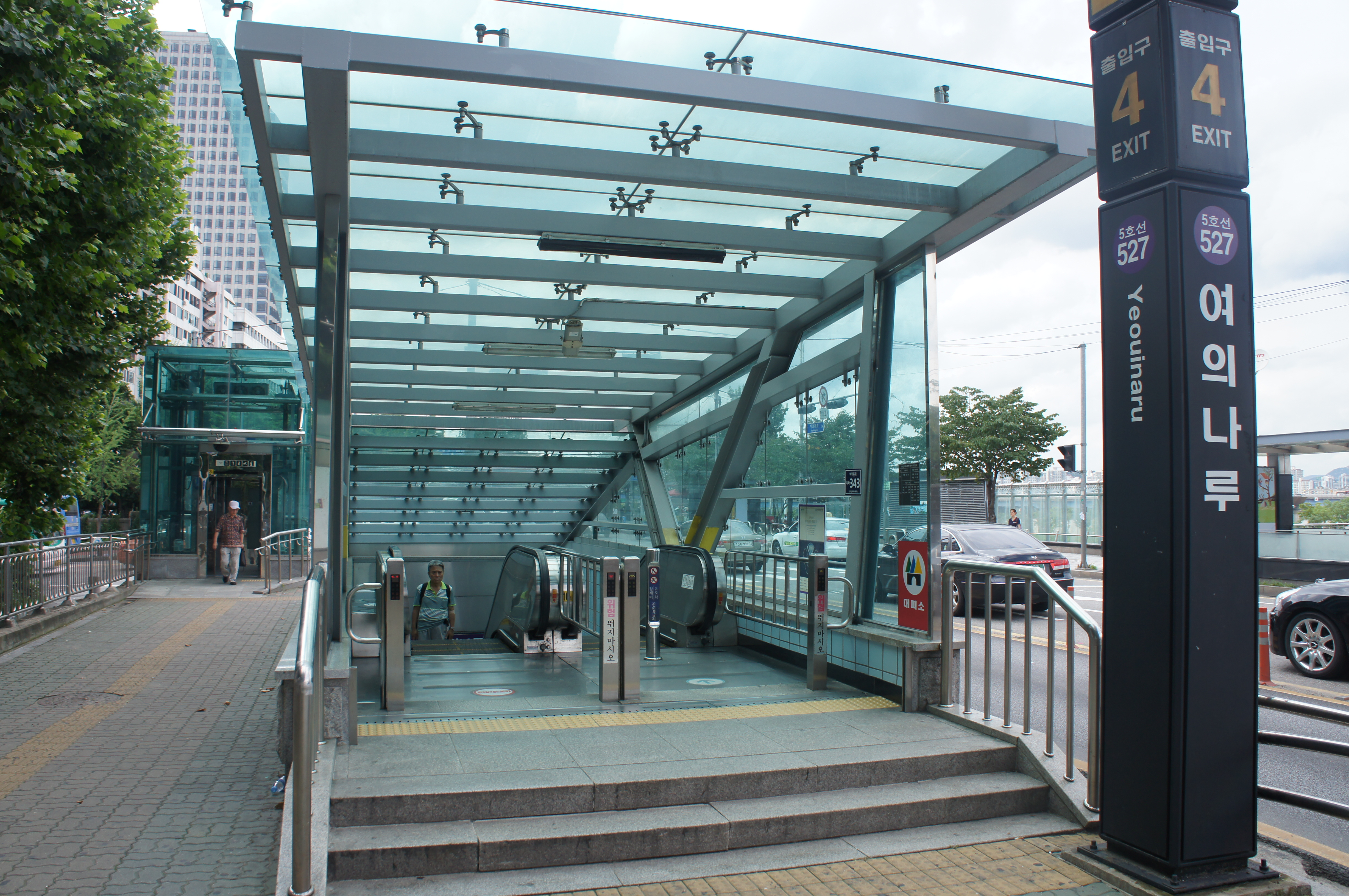
4번 출입구

## 인접한 역
| 서울 지하철 5호선 본선 | 서울 지하철 5호선 본선 | 서울 지하철 5호선 본선        |
| ---------------------- | ---------------------- | ----------------------------- |
| 526 여의도 방화 방면   | ● 수도권 전철 5호선    | 528 마포 하남검단산·마천 방면 |

## 같이 보기
- 태백선 추전역 : 해발 855m로 대한민국에서 제일 높은 곳에 있는 역
- 서해선 김포공항역 : 지하 5층에 승강장이 있으며, 지표면에서 -84.25m 떨어져 있다. 대한민국에서 가장 깊은 곳에 있는 역
- 백무선 북계수역 : 해발 1750m로 조선민주주의인민공화국에서 가장 높은 역
- 만경대선 영광역 : 지표면에서 -150m 떨어져 있다. 조선민주주의인민공화국에서 가장 깊은 곳에 있는 역